# Strids- och eldledningssystem för ubåt
Strids- och eldledningssystem för ubåt, Sesub, är ett strids- och eldledningssystem för ubåtar. Systemet används bland annat för att skjuta torpeder.

## Föregångare
På ubåt av Näckenklass hade man innan modifieringen ett motsvarande system som hette NIBS (Näcken InformationsBehandlingsSystem) där hårdvara och operativsystem var framtaget av Stansaab Elektronik AB (senare Datasaab). Programmerades i assembler och Minicoral.

## SESUB 900
Den första versionen, SESUB 900 finns i fyra versioner(A, B, C och BX) för ubåtsklasserna Sjöormen, Näcken, Västergötlandklassen och Sjöormen LTF. Datorerna var ett bra tillskott när de kom i mitten på 80-talet då de hade stöd för målfaktorberäkning och modemstyrning av torpeder. Systemet består av två ihopsittande konsoler med vektorgrafikskärmar, rullboll och tangentbord. Tillverkades av Datasaab och bygger på Censor 932.

## SESUB 940
Till Gotlandsklassen togs ett nytt system fram kallat SESUB 940A. Till skillnad från SESUB 900 är SESUB 940A mer användarvänligt, har mångdubbelt fler funktioner, klarar av kraftfullare beräkningar och har utökats med ytterligare en konsol. Användargränssnittet består av ett tangentbord, ett menysystem med TID:ar (Touch Input Display), rullboll och två monitorer per konsol. Dessa konsoler är redundanta och en funktion kan köras på samtliga konsoler. Samma grundsystem finns på Korvett typ Göteborg men benämns då SESYM. Systemet togs fram av Celsius Tech och baseras på Motorolas 680x0-processorer och är programmerat i ADA.

## SESUB 960
Nästa generation strids- och eldledningssystem benämns SESUB 960. SESUB 960 är det första ledningssystemet i Saab Systems 9LV Mk4-generation. Systemet installerades på fyra operativa ubåtar i Sverige åren 2010-2013. SESUB 960 är anpassat för Nätverksbaserat försvar, och bygger i huvudsak på teknik som är tillgänglig på civila marknaden, så kallad Commercial-off-the-shelf. Operativsystemet är Windows XP, och programspråken som används är Ada, C++, och Java.